# Ptychosperma praemorsum
Ptychosperma praemorsum är en enhjärtbladig växtart som beskrevs av Odoardo Beccari. Ptychosperma praemorsum ingår i släktet Ptychosperma och familjen Arecaceae. Inga underarter finns listade i Catalogue of Life.